# Марков, Владимир Семёнович (журналист)
Владимир Семёнович Марков (28 июля 1934 — 16 октября 2013) — советский и российский журналист, ветеран журналистики, деятель российского коммунистического движения.

## Биография
Владимир Семенович Марков родился 28 июля 1934 года в Чебоксарах.
В 1948 году вступил в комсомол, членом которого был до 1960 года. В декабре 1960 году был принят Бауманским РК КПСС Москвы кандидатом в члены КПСС, а феврале 1962 года был принят Ленинским РК КПСС Москвы членом КПСС.
В 1957 году окончил философский факультет, а в 1958 году факультет журналистики Московского государственного университета им. Ломоносова. На двух факультетах Владимир Семенович учился практически одновременно.

### В журналистике
C 1958 по 1961 годы работал в издательстве «Стандартгиз», в журналах «Стандартизация», «Измерительная техника», в издательстве «Высшая школа», с 1961 года по 1975 год в журнале «Вопросы философии», с 1975 года по 1983 год в газете «Правда».
С мая 1983 по ноябрь 1986 года — главный редактор газеты «Московская правда», тираж газеты при нём вырос до одного миллиона экземпляров, до него и после никто не добивался такого выдающего достижения. Он был слишком независим от руководства Московского горкома во главе с Б. Ельциным, который настоял на том, чтобы убрать В. С. Маркова с поста редактора газеты.
С 1986 года по январь 1991 года В. Марков — политический обозреватель журнала «Коммунист», затем в январе 1991 года был приглашён на работу в ЦК КП РСФСР для организации пресс-центра. Являлся членом Философского общества СССР.
После Августовского переворота работал с октября 1991 года в журналах «Социальная жизнь» и «Moscow Magazine», с лета 1992 по ноябрь 1993 года — в газете «Гласность», затем в газете «Мир Кавказа» и в журнале «Эхо Кавказа». С 1994 года — редактор органа ЦК партии «Союз коммунистов» газеты «Искра», с 1995 года — редактор газеты «За Родину, за Сталина! — Сегодня и всегда».
Последнее место работы — главный редактор журнала «Ветеран войны» (2006 г.).
Был одним из организаторов и заместителем председателя правления Международного Союза славянских журналистов.

### В коммунистическом движении
После запрета КПСС в ноябре 1991 года он стоял у истоков и был одним из организаторов одной из первых созданных после самороспуска КПСС коммунистических партий под названием «Союз коммунистов» в ноябре 1991 года. С ноября 1991 года член её оргкомитета, с апреля 1992 г. — секретарь ЦК, редактор партийной газеты «Голос коммуниста», принимал активное участие в событиях сентября — октября 1993 года.
С марта 2004 года до своей смерти — второй секретарь ЦК Всесоюзной партии «Союз коммунистов».
Избирался делегатом XXVIII съезда КПСС, XXIX съезда КПСС и XXX съезда СКП-КПСС, а также XX Всесоюзной партийной конференции КПСС, II съезда КПРФ.

## Награды
В. С. Марков награждён многими наградами СССР, среди них медали «Трудовая доблесть», «За укрепление боевого содружества». Также был награжден от имени Постоянного Президиума Съезда народных депутатов СССР орденом «Сталина», медалью «Маршал Советского Союза Жуков» (она была ему вручена 22.06.1997 года на учредительной конференции Московской организации Движения по изучению наследия И. В. Сталина), Почетной грамотой Постоянного Президиума Съезда народных депутатов СССР (2009 год).